# Periódusidő

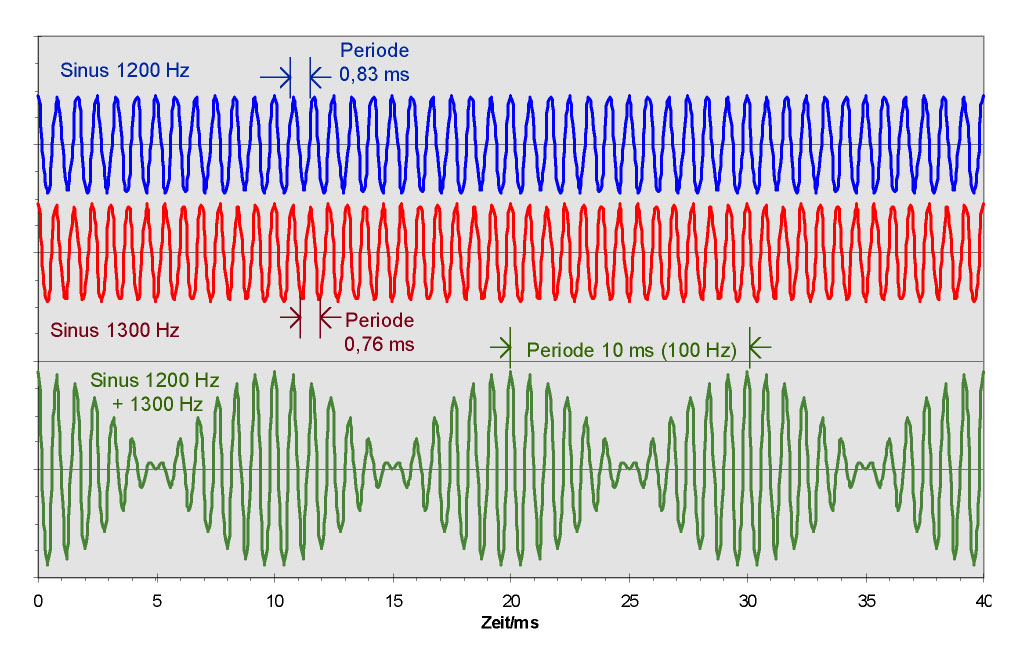
A periódusidő szemléltetése

A periódusidő egy ismétlődő jelenség időbeli jellemzésére szolgál. Azt az időt adja meg, amely után a vizsgált jelenség visszatér ugyanazon állapotába. Körmozgás esetén az az idő, ami alatt a test megtesz 1 kört. 
Jele: T
Mértékegysége: s 
Kiszámítása: T= t / z
t= idő
z= (megtett körök száma) 
A fordulatszám, vagy rezgés frekvenciájának reciprokaként is lehet értelmezni.  
Rezgések vizsgálata esetén nevezhető rezgésidőnek, körmozgás esetén keringési időnek is. A keringési idő kifejezést a csillagászat is használja. A periódusidővel rokon  másik fogalom a tengelyforgási idő.